# Список объектов всемирного наследия ЮНЕСКО в Португалии
В списке Всеми́рного насле́дия ЮНЕ́СКО в Португа́льской Респу́блике значится 17 наименований (по состоянию на 2022 год), это составляет 1,2 % от общего числа (1248 на 2025 год). 16 объектов включены в список по культурным критериям, причём 3 из них признаны шедеврами человеческого гения (критерий i), а оставшийся 1 объект включён по природным критериям и признан выдающимся образцом происходящих биологических процессов в эволюции и развитии земных экосистем и растительных и животных сообществ (критерий ix). Кроме этого, по состоянию на 30 октября 2022 года, 19 объектов на территории Португалии находится в числе кандидатов на включение в список всемирного наследия. Португальская Республика ратифицировала Конвенцию об охране всемирного культурного и природного наследия 30 сентября 1980 года. Первые четыре объекта, находящиеся на территории Португалии, были занесены в список в 1983 году на 7-й сессии Комитета всемирного наследия ЮНЕСКО.

## Список объектов
В данной таблице объекты расположены в порядке их добавления в список всемирного наследия ЮНЕСКО с указанием номера.
| #  | № ЮНЕСКО | Изображение | Название | Местоположение                                                                               | Время создания       | Год внесения в список | Критерии    |
| -- | -------- | ----------- | --- | -------------------------------------------------------------------------------------------- | -------------------- | --------------------- | ----------- |
| 1  | 206      |             | Zona Central da Cidade de Angra faz Heroísmo. с порт. — «Центр города Ангра-ду-Эроижму».                                                                      | Автономный регион: Азорские острова Город: Ангра-ду-Эроижму                                  | 1478                 | 1983                  | iv, vi      |
| 2  | 263      |             | Mosteiro dos Jerónimos e Torre Belém. с порт. — «Монастырь иеронимитов и башня Белен в Лиссабоне».                                                            | Регион: Лиссабонский Округ: Лиссабон Город: Лиссабон                                         | 1450, 1515—1521      | 1983                  | iii, vi     |
| 3  | 264      |             | Mosteiro de Batalha. с порт. — «Монастырь Баталья». | Регион: Центральный Округ: Лейрия Город: Баталья                                             | 1386—1517            | 1983                  | i, ii       |
| 4  | 265      |             | Convento de Cristo em Tomar. с порт. — «Монастырь Христа в городе Томар».                                                                                     | Регион: Алентежу Округ: Сантарен Город: Томар                                                | XII век              | 1983                  | i, vi       |
| 5  | 361      |             | Centro Histórico de Évora. с порт. — «Исторический центр города Эвора».                                                                                       | Регион: Алентежу Округ: Эвора Город: Эвора                                                   | 80—72 гг. до н. э.   | 1986                  | ii, iv      |
| 6  | 505      |             | Mosteiro de Santa Maria de Alcobaça. с порт. — «Монастырь Алкобаса».                                                                                          | Регион: Центральный Округ: Лейрия Город: Алкобаса                                            | 1153                 | 1989                  | i, iv       |
| 7  | 723      |             | Paisagem Cultural de Sintra. с порт. — «Культурный ландшафт: город Синтра и окрестности».                                                                     | Регион: Лиссабонский Округ: Лиссабон                                                         | XI век               | 1995                  | ii, iv, v   |
| 8  | 755      |             | Centro Histórico de Porto. с порт. — «Исторический центр города Порту».                                                                                       | Регион: Северный Округ: Порту Город: Порту                                                   | IV век               | 1996                  | iv          |
| 9  | 866      |             | Sítios de Arte Rupestre do Vale do Côa. с порт. — «Доисторическая наскальная живопись в долине Коа».                                                          | Регион: Северный Округ: Гуарда Ближайший город: Вила-Нова-де-Фош-Коа (Совместно с Испанией ) | 20 тыс. лет до н. э. | 1998                  | i, iii      |
| 10 | 934      |             | Laurissilva da Madeira. с порт. — «Лавровые леса острова Мадейра».                                                                                            | Автономный регион: Мадейра                                                                   | —                    | 1999                  | ix, x       |
| 11 | 1031     |             | Centro Histórico de Guimarães. с порт. — «Исторический центр города Гимарайнш».                                                                               | Регион: Северный Округ: Брага Город: Гимарайнш                                               | 1096                 | 2001                  | ii, iii, iv |
| 12 | 1046     |             | Região Vinhateira do Alto Douro. с порт. — «Винодельческий район Алту-Дору».                                                                                  | Регион: Северный Округ: Браганса                                                             | —                    | 2001                  | iii, iv, v  |
| 13 | 1117     |             | Paisagem da Cultura da Vinha da Ilha do Pico. с порт. — «Винодельческий ландшафт острова Пику».                                                               | Автономный регион: Азорские острова                                                          | —                    | 2004                  | iii, v      |
| 14 | 1367     |             | Cidade Fronteiriça e de Guarnição de Elvas e as suas Fortificações. с порт. — «Приграничный гарнизонный Элваш и его укрепления».                              | Регион: Алту-Алентежу Округ: Порталегри                                                      | XIII век             | 2012                  | iv          |
| 15 | 1387     |             | Universidade de Coimbra. с порт. — «Коимбрский университет».                                                                                                  | Регион: Центральный Округ: Коимбра Город: Коимбра                                            | 1290                 | 2013                  | ii, iv, vi  |
| 16 | 1573     |             | Palácio e Tapada Nacional de Mafra. с порт. — «Дворцовый ансамбль Мафра — дворец, базилика, монастырь, сад Cerco и охотничий парк Тапада Националь ди Мафра». | Регион: Лиссабон Округ: Лиссабон                                                             | XVIII век            | 2017                  | iv          |
| 17 | 1590     |             | Santuário do Bom Jesus do Monte (Braga). с порт. — «Святилище Бон-Жезуш-ду-Монти в городе (Брага)».                                                           | Регион: Север Округ: Брага                                                                   | XVIII век            | 2019                  | iv          |

### Географическое расположение объектов
| 2 3 4 5 6 7 9 15 11 12 8 14Объекты всемирного наследия ЮНЕСКО в Португалии | 1 13Объекты всемирного наследия ЮНЕСКО на Азорских островах10Объекты всемирного наследия ЮНЕСКО на Мадейре |

## Предварительный список
Предварительный список включает перечень важных культурных и природных объектов, которые предлагается включить в список объектов всемирного наследия ЮНЕСКО. В 2017 году правительством Португальской республики предварительный список был радикально пересмотрен: в состав списка включено 19 объектов (объекты перечислены ниже, отсортированы по номеру, зарегистрированному ЮНЕСКО). Объекты прежнего предварительного списка перенесены в секцию ниже.
| #  | № ЮНЕСКО | Изображение | Название | Местоположение | Время создания      | Год внесения в список | Критерии           |
| -- | -------- | ----------- | --- | --- | ------------------- | --------------------- | ------------------ |
| 1  | 6207     |             | Historic Centre of Guimarães and Couros Zone (extension). с порт. — «Исторический центр города Гимарайнш и зона Корос (расширение)». | Регион: Север Округ: Брага 41°26′24″ с. ш. 8°17′35″ з. д. | X век               | 2017                  | iii, iv, v         |
| 2  | 6208     |             | Historical Lisbon, Global City. с порт. — «Историческая часть Лиссабона, города мирового значения». | Регион: Лиссабон Округ: Лиссабон 38°42′27″ с. ш. 9°08′11″ з. д. | XII—XVIII век       | 2017                  | i, ii, iii, iv, vi |
| 3  | 6209     |             | Mértola. с порт. — «Мертола». | Регион: Алентежу Округ: Бежа 37°38′15″ с. ш. 7°39′54″ з. д. | XII век             | 2017                  | ii, iii, iv        |
| 4  | 6210     |             | Montado. с порт. — «Местность Монтадо». | — | —                   | 2017                  | iv, v, vi          |
| 5  | 6212     |             | Route of Magellan. First around the World. с порт. — «Экспедиция Магеллана (первое кругосветное плавание)». | — | 1519—1522 гг        | 2017                  | ii, iv, vi         |
| 6  | 6214     |             | Vila Viçosa. Tapada Real. с порт. — «Вила-Висоза и охотничьи угодья Тапада-Реал». | Регион: Алентежу Округ: Эвора 38°46′44″ с. ш. 7°25′04″ з. д. | XIII век            | 2017                  | ii, iv             |
| 7  | 6217     |             | Ilhas Selvagens. с порт. — «Архипелаг Селваженш». | Автономный регион: Мадейра 30°06′18″ с. ш. 15°56′39″ з. д. | —                   | 2017                  | vii, viii, ix, x   |
| 8  | 6218     |             | Средневековые фортификационные сооружения на границе Португалии: Castelo de Elvas. с порт. — «Замок Элваш» Castelo de Almeida. с порт. — «Замок Алмейда» Castelo de Marvão. с порт. — «Замок Марвао» Praça-forte de Valença. с порт. — «Укрепления Валенсы» | Округ: Порталегри: Элваш 38°52′50″ с. ш. 7°09′51″ з. д. Округ: Гуарда: Алмейда 40°43′29″ с. ш. 6°54′23″ з. д. Округ: Порталегри: Элваш, Марван 39°23′37″ с. ш. 7°23′34″ з. д. Округ: Виана-ду-Каштелу: Валенса 42°10′40″ с. ш. 8°38′40″ з. д. | XIII век — XVII век | 2017                  | iv, vi             |
| 9  | 6221     |             | Aqueduto das Águas Livres с порт. — «Акведук Свободных Вод». | Регион: Лиссабон Округ: Лиссабон 38°43′36″ с. ш. 9°10′00″ з. д. | XVIII век           | 2017                  | i, ii, iv          |
| 10 | 6222     |             | Caminhos de Santiago. с порт. — «Дорога святого Иакова в Португалии». | Регион: Север и Центр | —                   | 2017                  | ii, iii, iv, vi    |
| 11 | 6223     |             | Ruínas romanas de Troia. с порт. — «Римские руины ди-Троя». | Регион: Алентежу Округ: Сетубал 38°29′18″ с. ш. 8°53′16″ з. д. | I — IV век          | 2017                  | iii, iv            |
| 12 | 6224     |             | Ensemble of Álvaro Siza's Architecture Works in Portugal. с порт. — «Работы архитектора Алвару Сиза Виейра в Португалии». | Порту, Лиссабон, Эвора, Авейру, Оливейра-ди-Аземейш, Марку-ди-Канавезеш, Кампу-Майор, Леса-да-Палмейра, Матозиньюш, Повуа-ди-Варзин, Вила-ду-Конди, Овар, Сетубал                                                                             | —                   | 2017                  | i, ii, iv          |
| 13 | 6225     |             | Southwest Coast. с порт. — «Юго-Западное побережье Португалии». | Регион: Алгарве Округ: Фару | —                   | 2017                  | viii, ix, x        |
| 14 | 6226     |             | Baixa Pombalina. с порт. — «Исторический район Лиссабона Байша Помбалина». | Регион: Лиссабон Округ: Лиссабон 38°42′27″ с. ш. 9°08′11″ з. д. | XVIII век           | 2017                  | i, ii, iv, vi      |
| 15 | 6227     |             | Mata e serra do Buçaco. с порт. — «Монастырь кармелитов и лесной массив Буссако». | Регион: Центр Округ: Авейру 40°22′34″ с. ш. 8°21′56″ з. д. | XIII век            | 2017                  | ii, iii, iv        |
| 16 | 6228     |             | Fundação Calouste Gulbenkian. с порт. — «Главный офис и сад фонда Галуста Гюльбекяна». | Регион: Лиссабон Округ: Лиссабон 38°44′12″ с. ш. 9°09′15″ з. д. | 1969                | 2017                  | i, ii, iv, vi      |
| 17 | 6230     |             | Levadas da Madeira. с порт. — «Левады острова Мадейра». | Автономный регион: Мадейра 32°22′20″ с. ш. 16°16′30″ з. д. | XVI век             | 2017                  | i, ii, iv, v       |
| 18 | 6231     |             | Mid-Atlantic Ridge. с порт. — «Срединно-Атлантический хребет». | — | —                   | 2017                  | vii, viii, ix, x   |
| 19 | 6256     |             | Sites of Globalization. с порт. — «Города глобализации в Португалии». | Лагуш, Сагреш, Силвеш, Фуншал, Ангра-ду-Эроишму, Вила-ду-Порту | —                   | 2017                  | ii, iv, vi         |

### Список кандидатов до 2017 года
В таблице объекты расположены в порядке их добавления в предварительный список. В данном списке указаны 11 объектов, которые выдвигались правительством Португалии в качестве кандидатов на занесение в список всемирного наследия до 2017 года.
| #  | № ЮНЕСКО | Изображение | Название                                                                              | Местоположение                                                        | Время создания | Год внесения в список | Критерии         |
| -- | -------- | ----------- | ------------------------------------------------------------------------------------- | --------------------------------------------------------------------- | -------------- | --------------------- | ---------------- |
| 1  | 562      |             | Centro Histórico de Santarém. с порт. — «Исторический центр города Сантарен».         | Историческая провинция: Рибатежу Округ: Сантарен                      | XI век         | 1996                  | не указаны       |
| 2  | 565      |             | Algar do Carvão. с порт. — «Пещера Алгар-ду-Карвау».                                  | Автономный регион: Азорские острова Ближайший город: Ангра-ду-Эроижму | —              | 1996                  | природные        |
| 3  | 566      |             | Furna do Enxofre. с порт. — «Пещера Фурна-ду-Энсофре».                                | Автономный регион: Азорские острова Ближайшее поселение: Луш          | —              | 1996                  | природные        |
| 4  | 1428     |             | Marvão. с порт. — «Город Марван со скалистой горой».                                  | Регион: Алентежу Субрегион: Алту-Алентежу Округ: Порталегри           | XIII век       | 2000                  | iv, v            |
| 5  | 1742     |             | Ilhas Selvagens. с порт. — «Острова Селваженш».                                       | Автономный регион: Мадейра                                            | —              | 2002                  | x                |
| 6  | 1979     |             | Sudoeste Alentejano e Costa Vicentina. с порт. — «Юго-Западное побережье Португалии». | Регион: Алгарве Округ: Фару                                           | —              | 2004                  | viii, ix, x      |
| 7  | 1980     |             | Baixa Pombalina. с порт. — «Исторический район Лиссабона Байша Помбалина».            | Регион: Лиссабон Округ: Лиссабон                                      | XVIII век      | 2004                  | i, ii, iv, v, vi |
| 8  | 1984     |             | Mata e serra do Buçaco. с порт. — «Монастырь кармелитов и лесной массив Буссако».     | Регион: Центр Округ: Авейру                                           | XIII век       | 2004                  | не указаны       |
| 9  | 1985     |             | Parque Natural da Arrábida. с порт. — «Природный парк Аррабида».                      | Регион: Лиссабон Округ: Сетубал Ближайший город: Сетубал              | —              | 2004                  | vii, viii, ix, x |
| 10 | 5255     |             | ICNITOS de Dinossáurios. с порт. — «Тропы динозавров в Португалии».                   | Регионы: Рибатежу, Лиссабонский Округа: Сантарен, Сетубал             | Юрский период  | 2008                  | vii, viii        |

### Географическое расположение объектов
| 3 4 5 6 7Объекты Предварительного списка в Португалии | 1 2Объекты Предварительного списка на Азорских островах |

## Комментарии
1. ↑  Описание объекта на официальном сайте ЮНЕСКО: «Находясь на острове Тершейра Азорского архипелага, этот город, начиная с XV века и до появления пароходов в XIX веке, служил обязательным пунктом остановки для судов, пересекавших Атлантику. Крепости Сан-Себастьян и Сан-Жуан-Батиста, имеющие возраст 400 лет, являются уникальными примерами военной архитектуры. Поврежденная землетрясением в 1980 году, Ангра теперь восстанавливается»[3].
2. ↑  Описание объекта на официальном сайте ЮНЕСКО: «Стоящий при входе в лиссабонскую гавань монастырь иеронимитов, сооружение которого началось в 1502 году, наиболее ярко иллюстрирует португальское искусство. Беленская башня, расположенная поблизости, воздвигнута в память об экспедиции Васко да Гамы и напоминает о великих морских открытиях, заложивших основы современной политической карты мира»[5].
3. ↑  Описание объекта на официальном сайте ЮНЕСКО: «Доминиканский монастырь Баталья был сооружен в память о победе португальцев над кастильцами в 1385 году в сражении при Алжубаррота. Ему суждено было стать главным объектом строительства португальских королей в следующие два столетия. Здесь проявилась весьма специфичная национальная разновидность готики, возникшая под сильным влиянием стиля мануэлино, что демонстрирует такой шедевр как Королевский клостер»[7].
4. ↑  Описание объекта на официальном сайте ЮНЕСКО: «Первоначально задуманный как памятник, символизирующий реконкисту, этот монастырь рыцарей-тамплиеров (перешедший в 1344 году к рыцарям Ордена Христа) стал играть совсем иную роль в мануэлинский период — роль символа открытости Португалии для других народов мира»[9].
5. ↑  Описание объекта на официальном сайте ЮНЕСКО: «Этот город-музей, история которого уходит корнями во времена Древнего Рима, достиг своего расцвета в XV веке, когда он стал резиденцией португальских королей. Его уникальный облик формируется жилыми домами XVI—XVIII веков с побеленными стенами, украшенным изразцами — «азулежуш» — и балконами из кованого железа. Памятники Эворы оказали большое влияние на португальскую архитектуру в Бразилии»[11].
6. ↑  Описание объекта на официальном сайте ЮНЕСКО: «Монастырь Богоматери в Алкобасе, к северу от Лиссабона, был основан в XII в. королем Альфонсом I. Его размеры, выдержанность архитектурного стиля, красота материалов, а также то старание, с которым он был построен, делают его шедевром цистерцианского готического искусства»[13].
7. ↑  Описание объекта на официальном сайте ЮНЕСКО: «В XIX веке Синтра стала первым центром европейского романтизма. Фердинанд I превратил разрушенный монастырь в замок, где это новое направление проявились в использовании элементов готики, египетского, мавританского стилей и Возрождения, а также в создании парка, сочетавшего местные и экзотические виды деревьев. Другие прекрасные здания, построенные в том же духе на прилегающих горных склонах, дополнили этот уникальный комплекс парков и садов, повлиявший на ландшафтную архитектуру всей Европы»[15].
8. ↑  Описание объекта на официальном сайте ЮНЕСКО: «Построенный на склонах холмов вблизи устья реки Дору город Порту — это выдающийся городской ландшафт, имеющий тысячелетнюю историю. Его непрерывное развитие, связанное с морем (древние римляне называли его Портус, что значит порт), можно представить по многочисленным и разнообразным памятникам — от кафедрального собора с хорами в романском стиле до неоклассического здания Фондовой биржи и церкви Санта-Клара, построенной в типично португальском стиле мануэлино»[17].
9. ↑  Описание объекта на официальном сайте ЮНЕСКО: «Включенные в Список всемирного наследия в 1998 году, памятники доисторической наскальной живописи долины Коа представляют собой уникальную по числу наскальных рисунков коллекцию периода верхнего палеолита (22 000—10 000 лет до нашей эры.). Она является наиболее ярким примером, иллюстрирующим зарождение художественного творчества человека. Археологическая зона Сиега Верде, расположенный в области Кастилья-е-Леон, дополняет этот памятник. Здесь находятся 645 гравюр, вырезанных на стенах пещер, образовавшихся под воздействием водной эрозии. Эти гравюры, в основном символические, изображают животных. Однако некоторые из них представляют собой также геометрические фигуры и схематичные изображения. Доисторический ансамбль наскального искусства долины Коа и Сиега Верде образует самый значительный объект наскальной живописи периода палеолита под открытым небом, расположенный на Пиренейском полуострове»[19].
10. ↑  Описание объекта на официальном сайте ЮНЕСКО: «Лавровые леса Мадейры представляют собой ценные реликтовые насаждения, некогда широко распространенные в этом регионе. Крупнейший из уцелевших лавровых лесных массивов, лес на 90% является первичным. Местность характеризуется уникальным растительным и животным миром, здесь отмечены многие эндемичные виды, к примеру, местный вид голубя (мадейрский голубь)»[21].
11. ↑  Описание объекта на официальном сайте ЮНЕСКО: «Исторический город Гимарайнш ассоциируется со становлением в XII в. португальского национального самосознания. Это исключительно хорошо сохранившийся подлинный пример эволюции средневекового поселения в современный город. Разнообразие типов его зданий раскрывает специфику развития португальской архитектуры в период XV—XIX веков, когда использовались традиционные строительные материалы и методы»[23].
12. ↑  Описание объекта на официальном сайте ЮНЕСКО: «В районе Алту-Дору вино производилось традиционными методами на протяжении 2 тыс. лет. Начиная с XVIII в. его главный продукт — портвейн — приобретает, благодаря своему качеству, всемирную известность. Такие давние традиции виноделия сформировали культурный ландшафт выдающейся красоты, который отражает технологическую, социальную и экономическую эволюцию»[25].
13. ↑  Описание объекта на официальном сайте ЮНЕСКО: «Этот объект наследия площадью 987 га расположен на вулканическом острове Пику, втором по величине в Азорском архипелаге. На нем находится целая сеть проходящих параллельно скалистому берегу протяженных заграждений, построенных для защиты тысяч маленьких прямоугольных земельных наделов — «куррайш» — от воздействия ветра и морской воды. Свидетельствами этой культуры виноделия, зарождение которой относится к XV веку, являются также поля, дома, включая поместья начала XIX века, винные подвалы, церкви и причалы»[27].
14. ↑  Описание объекта на официальном сайте ЮНЕСКО: «»[29].
15. ↑  Описание объекта на официальном сайте ЮНЕСКО: «»[31].
16. ↑  Описание объекта на официальном сайте ЮНЕСКО: «Дворцовый ансамбль Мафра, расположенный в 30 км к северо-западу от Лиссабона, был задуман Жуаном V в 1711 году как символ португальской монархии и государства. Этот прямоугольный архитектурный ансамбль включает дворцы короля и королевы, королевскую часовню в форме римской барочной базилики, францисканский монастырь, а также библиотеку, насчитывающую около 36 тысяч томов. Завершают этот ансамбль геометрический сад Cerco и королевский охотничий парк Tapada. Королевский дворец Мафра – один из наиболее примечательных замыслов короля Жуана V, иллюстрирующий мощь и масштабы Португальской империи. Благодаря сочетанию архитектурных и художественных моделей римского и итальянского барокко, а также произведениям искусства, выполненным по поручению Жуана V, дворцовый ансамбль Мафра является поистине выдающимся образцом итальянского барокко.»[33].
17. ↑  Описание объекта на официальном сайте ЮНЕСКО: «Святилище Бон-Жезуш-ду-Монти расположено на склонах горы Эшпинью, возвышающейся над городом Брага в северной Португалии. Этот культурный ландшафт, в основе которого – увенчанная церковью священная гора, напоминает христианский Иерусалим. Святилище, строительство которого продолжалось более 600 лет, выполнено в основном в стиле барокко и иллюстрирует европейскую архитектурную традицию создания Сакри-Монти (священных гор), продвигаемую католической церковью в ходе Тридентского собора в XVI веке в ответ на движение Реформации.»[35].